# Sedació
|  | No s'ha de confondre amb Anestèsia. |

La sedació és la reducció de la irritabilitat o agitació mitjançant l'administració de fàrmacs sedants, generalment per facilitar un procediment mèdic (per explemple, de diagnòstic o de cirurgia). Els fàrmacs que poden ser utilitzats per a la sedació inclouen propofol, etomidat, ketamina, fentanil i midazolam.

## Usos
La sedació s'usa típicament en procediments com l'endoscòpia, vasectomia, RSI (intubació de seqüència ràpida), en odontologia per la cirurgia reconstructiva, l'eliminació de les queixals del seny o cirurgia menor, algunes cirurgies cosmètiques o per a pacients d'alta ansietat. Els mètodes de sedació en odontologia inclouen sedació per inhalació (usant òxid de dinitrogen), sedació oral, sedació intravenosa (IV). La sedació per inhalació també es coneix com a analgèsia relativa.
La sedació també s'usa àmpliament en la unitat de cures intensives perquè els pacients que estan sent ventilats puguin tolerar un tub endotraqueal.

## Riscos
L'obstrucció de les vies respiratòries, apnea i la hipotensió són freqüents durant la sedació i requereix la presència de professionals de la salut que estiguin degudament capacitats per detectar i tractar aquests problemes.
Punció accidental de l'artèria: Punxades repetides per dificultat en la introducció del catèter venós, que podria condicionar l'eixida de la vena dels diferents fàrmacs utilitzats en l'anestèsia i provocar des d'un simple enrogiment fins a problemes circulatoris locals.
Després de la sedació, poden aparèixer diferents símptomes, com descens de la tensió arterial, augment de les pulsacions, dificultat respiratòria, agitació, mareig, nàusees, vòmits, tremolors, que en general són considerades com a molèsties i que arriben, en molt pocs casos, a ser complicacions.
L'administració de sèrums que siguen imprescindibles durant la sedació pot produir, excepcionalment, reaccions al·lèrgiques, que poden arribar a ser greus. Està desaconsellada la pràctica sistemàtica de proves al·lèrgiques als fàrmacs que es poden utilitzar durant la sedació. Estes proves no estan lliures de riscos i, a més, fins i tot si resultat és negatiu, no significa que no puguen produir reaccions adverses quan les emprem durant la sedació.
No sempre és possible predir el punt de transició entre la sedació conscient i la inconscient o anestèsia general. Entre els riscos potencials es troba la sedació excessiva, amb hipotensió i depressió respiratòria, problemes que poden fins i tot ser més freqüents que amb l'anestèsia general. La frontera entre sedació i anestèsia no és nítida.

## Nivells de sedació
Les escales de sedació s'utilitzen en medicina segons les situacions de la història clínica del pacient per avaluar el grau d'aplicació amb la finalitat d'evitar sub-sedació (amb el risc que el pacient experimenti dolor o angoixa) i l'excés de sedació (amb els riscos pel pacient d'efectes secundaris com insuficiència respiratòria, que podria causar la mort). Típicament, els nivells de sedació són:
1. Agitació.
2. Calma.
3. Resposta a només veu.
4. Resposta a l'estimulació tàctil.
5. Resposta a l'estimulació dolorosa només.
6. Sense resposta a l'estimulació dolorosa.

Exemples d'escales de sedació són: 
- MSAT (sedació Minnesota Assessment Tool)
- UMSS (escala de sedació de la Universitat de Michigan)
- Escala de Ramsay (Ramsay, et el 1974.)
- Rass (Richmond Agitació escala de sedació).

La Societat Americana d'Anestesiòlegs defineix la sedació contínua de la següent manera:
- Minimal Sedació - Resposta normal als estímuls verbals.
- Sedació Moderada - La resposta a l'estimulació verbal amb propòsit / tàctil. (Això es refereix generalment com sedació conscient)
- Sedació Profunda - Amb propòsit resposta a l'estimulació repetida o dolorosa.
- Anestèsia general - no desperta encara amb l'estímul dolorós.

Al Regne Unit, la sedació profunda es considera que és una part de l'espectre de l'anestèsia general, en oposició a la sedació conscient.

### Escala de sedació Ramsay
L'escala de sedació de Ramsay s'utilitza per avaluar el nivell de sedació d'un pacient hospitalitzat. Va ser descrit per Michael A. E. Ramsay.
L'escala, d'1 a 6, es descriu les reaccions d'un pacient de la següent manera:
1. Ansietat, agitament i inquietud.
2. Cooperació, orientació i tranquil·litat.
3. Només sensibilitat als comandaments.
4. Resposta enèrgica a la llum o a un estímul auditiu fort.
5. Rersposta lenta a la llum o a un estímul auditiu fort.
6. Insensibilitat.

## Cribratge de pacients
Abans de qualsevol mètode de sedació oral s'han d'identificar els possibles problemes de salut en un pacient. Abans d'utilitzar la sedació, els metges tracten d'identificar a algun dels següents que es poden aplicar:
- Al·lèrgiesi sensibilitats a medicaments conegudes.
- Hipertensió
- Defectes cardiovasculars i del ronyó
- Altres al·lèrgens, com l'al·lèrgia al làtex
- Historial d'ictus o atac isquèmic transitori (AIT)
- Trastorns neuromusculars (com la distròfia muscular)
- Una llista actualitzada dels medicaments a base d'herbes i suplements que pren el pacient

Un pacient amb qualsevol d'aquestes condicions s'ha d'avaluar en procediments especials per reduir al mínim el risc de lesions a causa del mètode de sedació.
A més de les precaucions abans esmentades, els pacients han de ser entrevistats per determinar si tenen alguna altra condició que pugui donar lloc a complicacions durant el tractament. Qualsevol lesió al cap, el coll o la medul·la espinal s'ha d'assenyalar, així com qualsevol diagnòstic d'osteoporosi.

## Sedació terminal
La sedació terminal és l'administració de medicaments amb efecte tranquilizante o sedant a una persona que està a la vora de la mort, podent accelerar el decés del pacient.